# Pyhäjärvi (sjö i Finland, Lappland, lat 68,20, long 23,37)
Pyhäjärvi är en sjö i Finland. Den ligger i kommunen Enontekis i landskapet Lappland, i den norra delen av landet, 900 km norr om huvudstaden Helsingfors. Pyhäjärvi ligger 273,8 meter över havet. Arean är 37,8 hektar och strandlinjen är 3,81 kilometer lång. Sjön  ingår i Torne älvs huvudavrinningsområde. 